# Evropské padlí angreštu
Evropské padlí angreštové je houbová choroba rostlin způsobená houbou Microsphaera grossulariae z čeledě padlí (Erysiphaceae). Patogen byl poprvé popsán v roce 1851.

## EPPO kód
MCRSGR

## Synonyma patogenu

### Vědecké názvy
- Alphitomorpha grossulariae
- Alphitomorpha penicillata var. grossulariae

## Zeměpisné rozšíření
Severní Amerika, Evropa

### Výskyt v Česku
V zanedbaných porostech. V poslední letech je tato choroba oproti padlí americkému méně častá.

## Hostitel
Seznam podle Encyclopedia of life
- meruzalka alpská Ribes alpinum
- Ribes laurifolium
- srstka angrešt (Ribes uva-crispa)
- rybíz, druhy Ribes nigrum, Ribes rubrum, Ribes sanguineum

## Příznaky

### List
Patogen se projevuje od července až srpna tvorbou bílých povlaků na vrchní straně listů. Podle jiných zdrojů roste na obou stranách listu, a tvoří velmi tenký film, který zůstává trvale bílý. Brzy po objevení plísně se povrch listu stává nepatrně jakoby posypaný moukou. Poprašek je způsoben nespočetnými sporami (askosporami), které jsou přepravovány pomocí různých prostředků na okolní keře, a tak nemoc šíří rychlým tempem, pokud není omezena.
V pozdější fázi se mohou objevit černé body, menší než špendlíkové hlavičky, které jsou položeny na povrchu bílých skvrn plísně. Jedná se o kleistothecia, které zůstávají na povrchu listu až do následujícího jara, kdy vypouští výtrusy a ty infikují mladé listy.

### Plody
Výjimečně bílý povlak plísně na povrchu plodů.

## Biologie
Houba přezimuje ve formě kleistothecií. Na jaře se rozšiřuje na listy rostlin askosporami a později konidiemi.

## Význam
Evropské padlí angreštové není považováno za závažné onemocnění a zřídka dojde k nějakému poškození napadených rostlin.

## Ochrana rostlin

### Prevence
Výskyt podporuje nedostatečná výživa a závlaha, zastíněné lokality. Houba je podpořena malým prouděním vzduchu kolem větví a nadměrným používáním hnojiv s vysokým obsahem dusíku. Tím se vyvíjí spíše pouze nevyzrálé letorosty, který jsou náchylné k infekci. Důležitý je proto správný spon a výběr slunného otevřeného stanoviště, které by umožnilo dobré proudění vzduchu.

#### Chemická ochrana
Tato houba přezimuje na větvích a pupenech, proto zimní postřik je užitečný. Postřik bordeauxskou jíchou nebo roztokem sulfidu draselného při prvním výskytu plísně zastaví jeho šíření. Sulfid draselný používá v poměru 60 g na dva litry vody a opakuje každých deset dní, dokud není ovoce téměř zralé a je zde prý mnohem účinnější jako fungicid, než mnoho jiných běžných fungicidů.

### Alternativní ochranné prostředky
Týdenní preventivní postřiky jedlé sody (1 polévkovou lžíci jedlé sody a několik kapek mycího prostředku na 1 galon vody) jsou levnou alternativou k ošetření padlí na rostlinách. Jakmile ovšem infekce vypukne, jedlá soda je neúčinná. Některé rostliny mohou být popáleny směsí jedlé sody proto otestujte směs před použitím na konkrétních rostlinách.

### Opatření při výskytu

#### Agrotechnické opatření
Vystřihnout a spálit infikované výhony. Tato houba přezimuje na spadaném listí. Je možné porýt půdu kolem keřů na podzim a zničit tak mrtvé a infikované listy, jinak je téměř jisté, že infekce bude následující sezóny pokračovat.

### Rezistentní odrůdy
K dispozici jsou údajně rezistentní odrůdy angreštu, které mohou být přednostně pěstovány.